# Germaniadenkmal

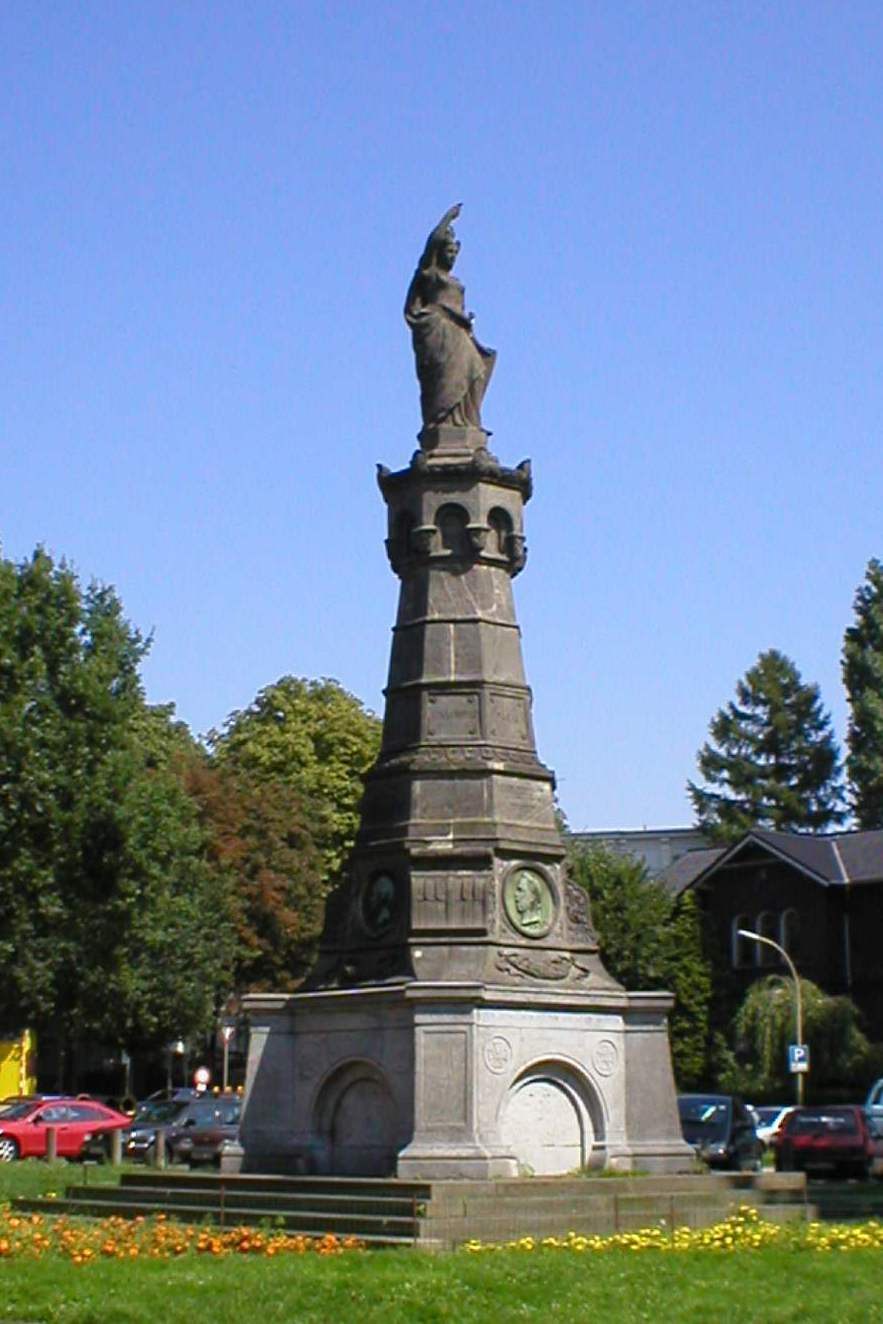
Germaniadenkmal in Witten

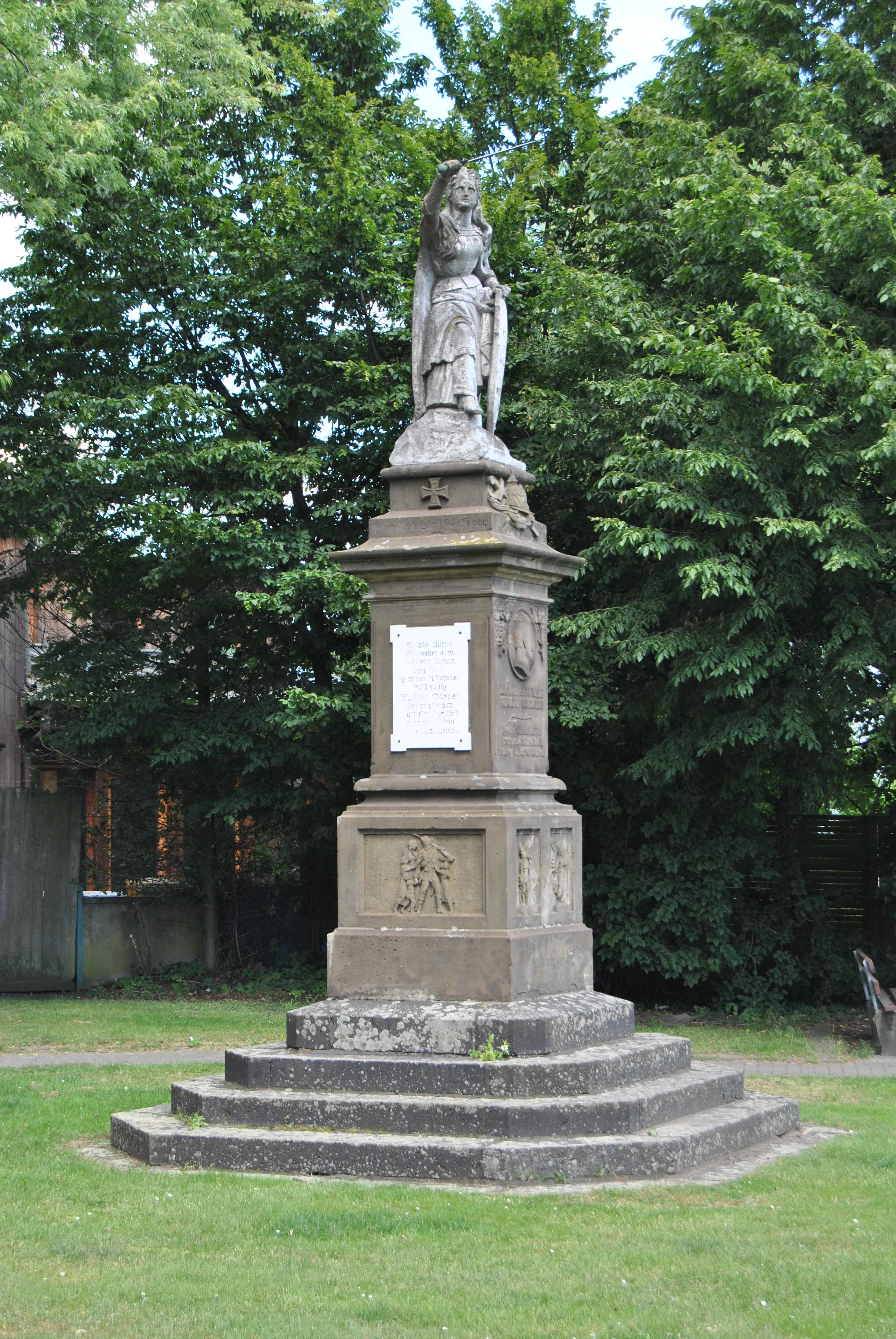
„Germania“ in Duisburg-Essenberg

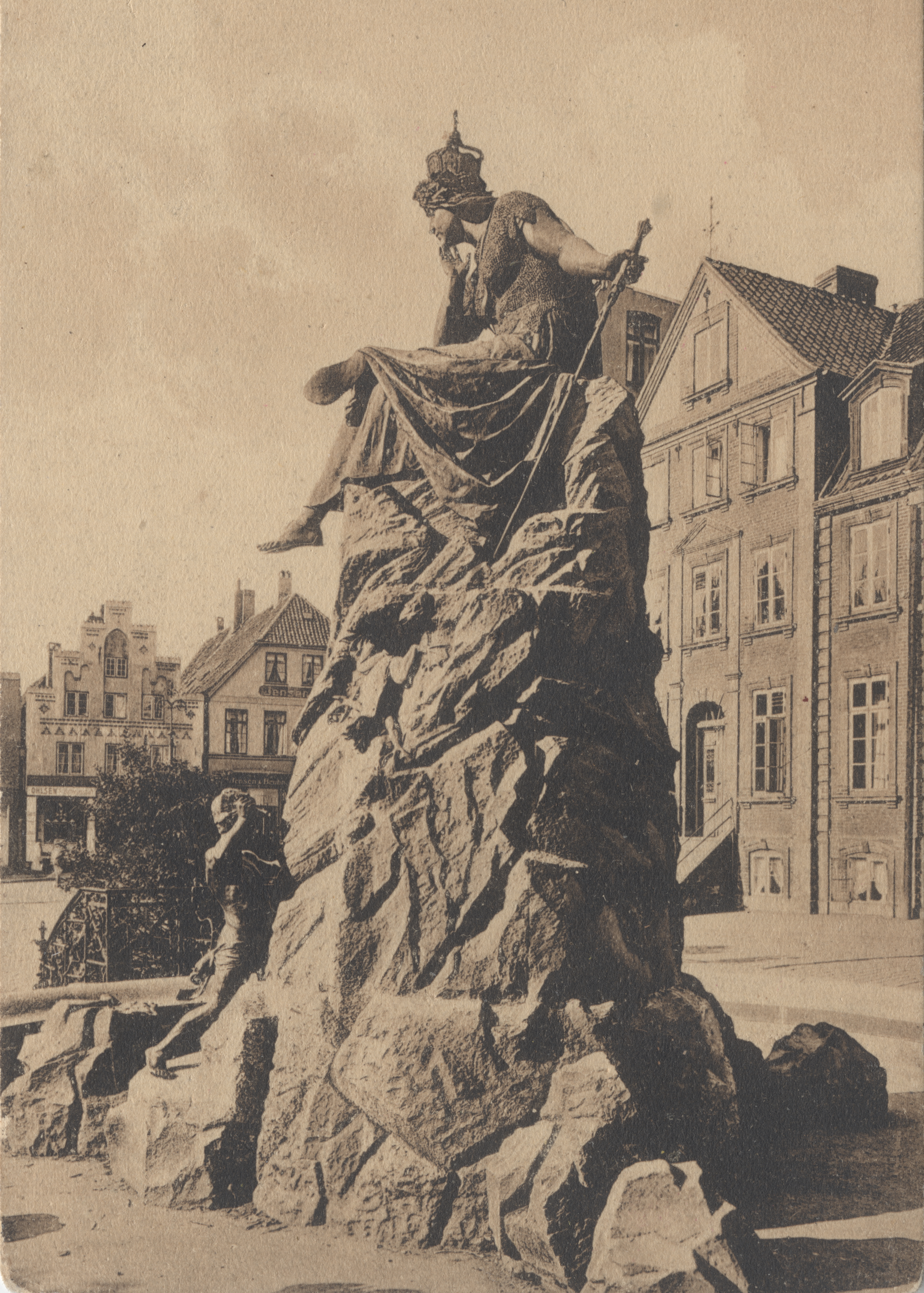
Germaniabrunnen in Flensburg (1903)

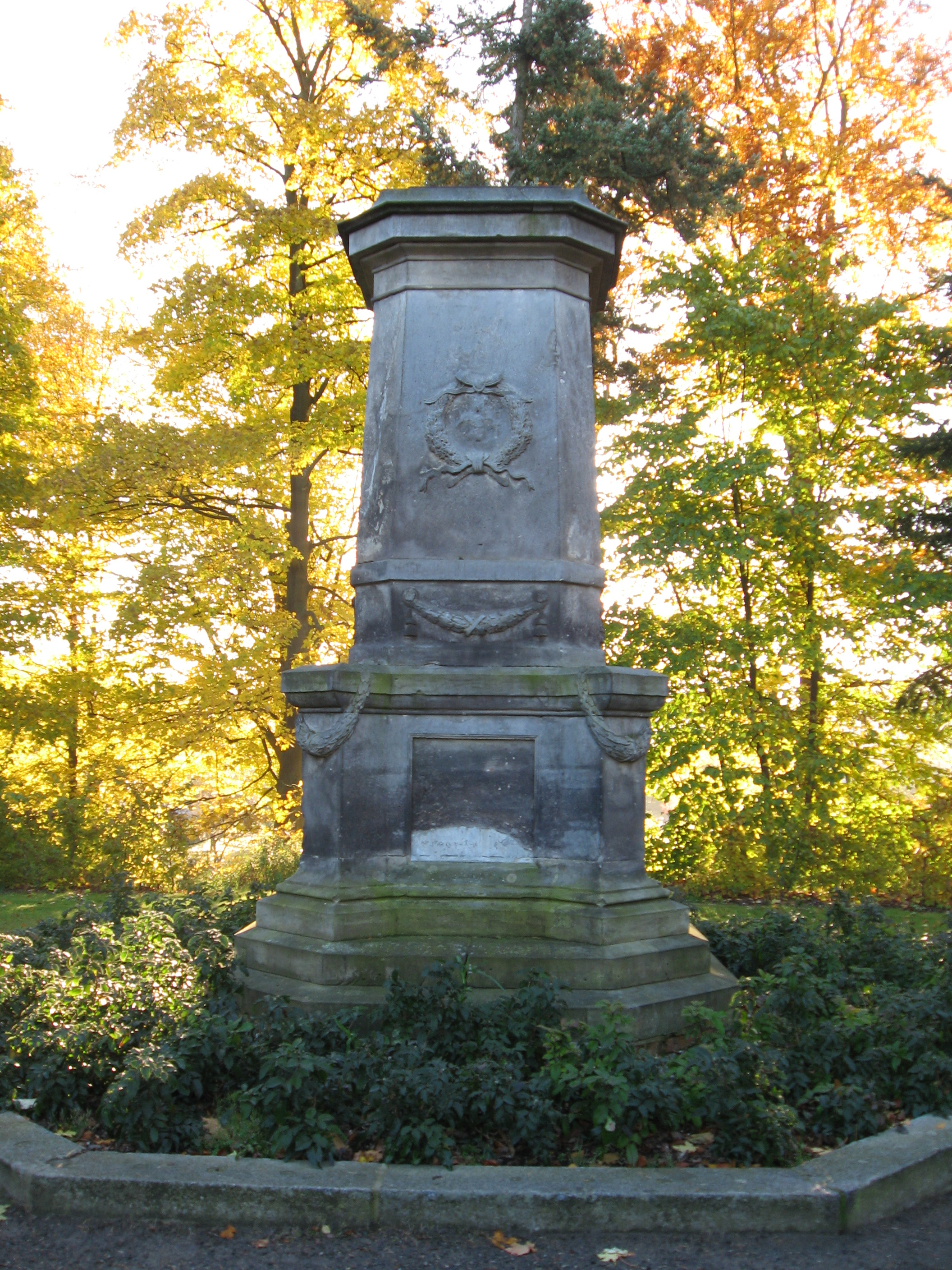
Kriegerdenkmal zur Erinnerung an die Gefallenen von 1870/71 in Perleberg

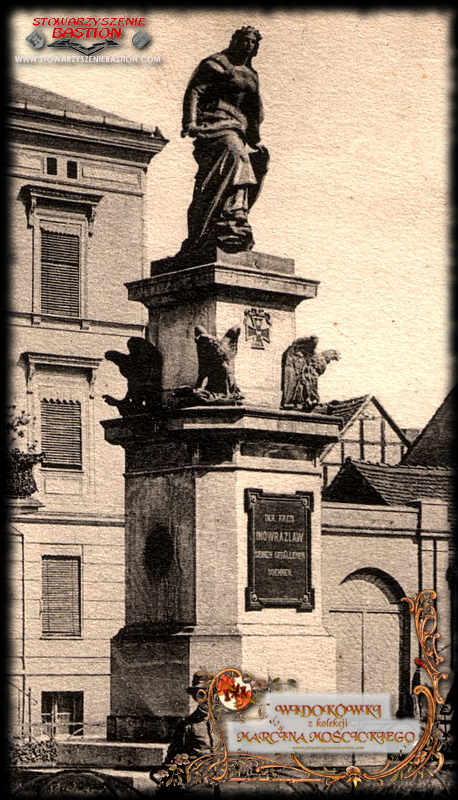
Kriegerdenkmal 1870/71 in Hohensalza (heute Inowrocław in Polen)

Germaniadenkmäler sind Denkmäler mit dem Abbild der Nationalallegorie Germania. Sie wurden vor allem im 19. Jahrhundert zur Ehre des deutschen Vaterlandes errichtet.

## Erhaltene Germaniadenkmäler in Deutschland
- Bismarck-Nationaldenkmal am Großen Stern in Berlin-Tiergarten (die Germania-Skulptur steht am rechten Rand des Denkmals)
- Germaniadenkmal in Bad Düben, Sachsen
- Standbild der Germania in Wunstorf[1]
- Germania (Bad Kissingen) Gedenkskulptur für Gefallene des Deutschen Krieges in Bad Kissingen, Unterfranken (Bayern)
- Germaniadenkmal in Bad Wildungen, erstellt von Friedrich Volke, Karlsruhe
- Germaniadenkmal in Bünde, Nordrhein-Westfalen
- Germania-Denkmal (Borbeck) in Essen-Borbeck, Nordrhein-Westfalen
- Germaniadenkmal in Gröningen, Sachsen-Anhalt
- Germaniadenkmal für die Kämpfer von 1849 auf dem Friedhof in Kirchheimbolanden
- Germaniadenkmal in Lauchhammer, Brandenburg
- Germaniadenkmal in Lohne (Oldenburg) vor der Germania-Apotheke, Niedersachsen
- Germaniadenkmal in Neckarbischofsheim auf dem Marktplatz, errichtet 1886/87 zu Ehren der Kriegsteilnehmer 1870/71 von Friedrich Volke, Karlsruhe
- Germaniadenkmal in Rohrsheim, Sachsen-Anhalt, Landkreis Harz
- Germaniadenkmal in Ruhland, errichtet 1885 zu Ehren der Gefallenen und Kriegsteilnehmer 1866 und 1870/71
- Germaniadenkmal in Varel (Friesland), errichtet 1874 zur Erinnerung an die im Deutsch-Französischen Krieg 1870/71 getöteten Bürger der Stadt; das Denkmal kann als Ausdruck der Versöhnung gedeutet werden (geneigte Kopfhaltung, Blickrichtung nach Süden, nicht nach Westen, abgesenkter Schild).
- Kriegerdenkmal zur Erinnerung an die Gefallenen der Einigungskriege 
mit dem Standbild der „Germania“ in Duisburg-Essenberg, Nordrhein-Westfalen
- Kriegerdenkmal in Kirchardt, Baden-Württemberg
- Kriegerdenkmal für die Gefallenen der Einigungskriege und des Krieges 1870/71 mit Germania in Oberwesel am Rhein[2]
- Krieger- und Reichsgründungsdenkmal auf dem Alten Friedhof in Ravensburg, Baden-Württemberg
- Kriegerdenkmal Germania (Witten) in Witten, Nordrhein-Westfalen
- Niederwalddenkmal bei Rüdesheim am Rhein im Landschaftspark Niederwald, Hessen
- Germaniadenkmal in Oberhausen-Lirich, Westfriedhof
- Germaniadenkmal in Leimbach, Stadtteil von Mansfeld im Verkehrskreisel B242, B86

## Ehemalige Germaniadenkmäler

Das 1873 errichtete und 1904 abgerissene Germania-Kriegerdenkmal von Hermann Schies am Eingang zum Nerotal in Wiesbaden, historische Fotografie um 1890

- der Germaniabrunnen (trotz starker Germania-Präsenz zumeist Bismarckbrunnen genannt), in Flensburg enthüllt am 1. April 1903, 1937 demontiert, Überreste im Carlisle-Park
- das Germaniadenkmal am Stadtschloss in Berlin
- das Germaniadenkmal auf dem Altmarkt in der sächsischen Landeshauptstadt Dresden
- das Germaniadenkmal (Gleiwitz), Kriegerdenkmal für die Gefallenen der Einigungskriege in Gleiwitz/Schlesien (heute Gliwice)
- die Germania, Kriegerdenkmal für die Gefallenen der Einigungskriege in Hamminkeln
- das Germaniadenkmal (Königshütte), Kriegerdenkmal für die Gefallenen der Einigungskriege in Königshütte/Schlesien (heute Chorzów)
- das Germaniadenkmal in Neustadt an der Weinstraße in der Hauberanlage bis ca. 1940
- das Germaniadenkmal in Nienburg/Weser; seit 1945 verschollen
- das Kriegerdenkmal 1870/71 in Krefeld
- das 1873 errichtete und 1904 abgerissene Germania-Kriegerdenkmal des Bildhauers Hermann Schies im Nerotal in Wiesbaden
- das Kriegerdenkmal für die Gefallenen der Einigungskriege in Büderich, Nordrhein-Westfalen
- das Kriegerdenkmal für die Gefallenen der Einigungskriege in Dortmund-Aplerbeck
- das Kriegerdenkmal für die Gefallenen der Einigungskriege in Insterburg/Ostpreußen
- das Kriegerdenkmal für die Gefallenen der Einigungskriege in Lissa (Provinz Posen)
- das Kriegerdenkmal für die Gefallenen der Einigungskriege in Lottringhausen (Westfalen)
- das Kriegerdenkmal zur Erinnerung an die Gefallenen von 1870/71 in Perleberg
- das Kriegerdenkmal für die Gefallenen der Einigungskriege in Sigmaringen
- das Kriegerdenkmal für die Gefallenen der Einigungskriege in Stallupönen/Ostpreußen
- das Kriegerdenkmal für die Gefallenen der Einigungskriege in Stendal (Altmark)
- das Kriegerdenkmal für die Gefallenen der Einigungskriege auf dem Fangelsbachfriedhof in Stuttgart
- das Kriegerdenkmal für die Gefallenen der Einigungskriege in Waltrop
- das Max-Schneckenburger-Denkmal in Tuttlingen
- das Siegesdenkmal 1870/71 in Schkeuditz (Sachsen)
- das Siegesdenkmal in Leipzig, Sachsen, auf dem Leipziger Markt
- das Kriegerdenkmal 1870/71 auf dem Markt in Hohensalza (heute Inowrocław in Polen)[3]